# Marisa Coughlan
Marisa Christine Coughlan (Minneapolis, 17 de março de 1974) é uma atriz, produtora e roteirista americana. Seu primeiro prêmio como atriz foi recebido em 2001, Prêmio Young Hollywood: One to Watch - Feminina. Estudou em uma escola particular quando criança, no interior do estado americano de Minnesota, e se formou na Universidade do Sul da Califórnia.

## Início da carreira
Coughlan nasceu em Minneapolis, Minnesota. Ela se formou na Breck School, uma pequena escola particular em Minneapolis. Quando Coughlan se mudou para Los Angeles com seu pai, Daniel Merritt Coughlan, ela se matriculou em um programa BFA na Universidade do Sul da Califórnia. No primeiro ano de curso, ela ganhou uma bolsa para estudar em Paris.

## Carreira
Ela já apareceu na 34° posição entre as  mulheres mais "quentes" segundo a Revista Stuff, onde ela posou na capa em maio de 2001.
Sua primeira aparição com a atenção da mídia foi em Tentação Fatal (1999), no qual ela co-estrelou ao lado de Katie Holmes. Outros filmes em que ela apareceu foram Pumpkin (estrelado por Christina Ricci), um drama sobre Meninas do Grêmio; New Suit, uma comédia satírica sobre o funcionamento interno de Hollywood; Super Troopers, interpretando a policial Ursula Hanson; e Freddy Got Fingered como Betty.
A atriz também teve um papel recorrente na série de televisão Boston Legal, como secretário Melissa Hughes nas temporadas 2 e 3. Em 2007, ela estrelou como Jenny McIntyre, "Side Order of Life", da Lifetime, que não pegou a série para uma segunda temporada, apesar de uma forte audiência. Em 2008-09, ela apareceu em três episódios da série de TV de sucesso Bones.
Em 2012, Coughlan gravou dois filmes, "Space Station 76" e "The Last Duane", ambos com estreia marcada para 2014.
Coughlan começou a escrever enquanto estava grávida do primeiro filho Finn Wallack. A atriz escreveu e produziu o seu primeiro piloto, Lost & Found para a ABC em 2011. Agora ela escreve uma comédia baseada no conto "Peter e Wendy" para a NBC.
Em 2014, um rumor - agora confirmado - sobre a volta de Super Troopers 2 cogitou sua volta às telonas.

## Vida pessoal
Filha única dos advogados Cheryl e Daniel Coughlan, ela viveu tanto em Saint Paul como em Minneapolis. Depois que se mudou para a Califórnia, seus pais mudaram de profissão, virando a 'Família Hollywood'. Sua mãe virou uma Agente e seu pai um roteirista.
Em 2006, Coughlan namorou o ator Kevin Zegers, mas se separou seis meses depois. No dia 1° de novembro 2008, Coughlan se casou com um revendedor de imóveis, Stephen Wallack, com quem, hoje, tem três filhos: Finn Wallack, Merritt Wallack e Ireland Wallack.

## Você sabia?
1. Marisa já ganhou vários prêmios de Arco e Flecha na época de escola. Hoje em dia, ela ainda pratica esse hobbie em seu rancho.
2. Ela faz bolos de sete camadas chamados 'Bars', baseado em uma receita antiga de família.
3. Coughlan adora vinho.
4. O nome de sua última filha foi dado em homenagem ao seu país de descendência, Irlanda. E o nome de sua penúltima filha foi dado em homenagem ao seu pai, Daniel Merritt Coughlan.
5. Ela viaja a cada um mês para sua terra natal, Minneapolis, porque acha que seus filhos devem ter amigos na Califórnia e em Minnesota.
6. Ela fundou, com um grupo de amigos, um projeto a favor das amizades em sua Universidade.
7. Sua melhor amiga, e também madrinha de seus filhos e de seu casamento, é também uma atriz, Ashley Jones.
8. Ela adora a praia, mas prefere lagoas.
9. Coughlan nasceu no dia de São Patrício, o santo considerado da sorte por americanos e ingleses.
10. Ela tem um cachorro chamado Willis.
11. Sites alegam que Coughlan é fundadora e presidente de uma corporação chamada Lake Washington Films, Inc., nunca divulgada nem citada pela atriz.

## Filmografia
- 1995 - Fist of the North Star - Jenny
- 1995 - Weird Science - Barbara
- 1995 - Step by Step - New Girl #2
- 1996 - Our Son, the Matchmaker - Julie Longwell jovem
- 1996 - High Society - Dana
- 1996 - The Guilt - Kendall Cornell
- 1996 - The Burning Zone - Chante Lefort
- 1997 - The Sleepwalker Killing - Tanya Lane
- 1997 - Beyond Belief: Fact or Fiction - Summer
- 1997 - Diagnosis Murder - Allison Porter
- 1998 - The Magnificent Seven - Nora
- 1999 - Teaching Mrs. Tingle - Jo Lynn
- 1999 - Wasteland - Dawnie Parker
- 2000 - Gossip - Sheila
- 2001 - Freddy Got Fingered - Betty
- 2001 - Super Troopers - Ursula
- 2002 - Pumpkin - Julie Thurber
- 2002 - New Suit - Marianne Roxbury
- 2003 - Criminology 101 - Molly
- 2003 - The Twilight Zone - April Beech
- 2003 - Dr. Benny -  Candy
- 2003 - Dry Cycle - Ruby
- 2003 - I Love Your Work - Jane
- 2004 - Kat Plus One - Kat
- 2005 -  Jake in Progress - Hope
- 2006 - Wasted - Kelly
- 2005–2006 - Boston Legal (12 episódios) - Melissa Hughes
- 2006 - Masters of Horror - Dina
- 2007 - Side Order of Life - Jenny McIntyre
- 2007 - Meet Bill - Laura
- 2008 - Poundcake - Deborah
- 2009 - Medium - Gabrielle
- 2009 - Bones - Agente especial do FBI Payton Perrotta.
- 2011 - Man Up! - Dra. Donna Perkins
- 2012 - How To Be A Gentleman - Candice
- 2014 - Space Station 76 - Misty
- 2014 - The Last Duane - Mary Duane